# Ion Constantinescu (publicist)
Ion Constantinescu (n. 28 aprilie 1933, Rogojeni, jud. Galați) este un publicist din România. 

## Date personale
Este fiul lui Alexandru Constantinescu și al Nastasiei (n. Luca), țărani. Școala primară la Rogojeni (1940-1941), Gimnaziul Unic din comuna “Tudor Vladimirescu”, jud. Galați (1945-1948). Școala Medie Finaciară Bârlad (1948-1952). Școala Militară Superioară de Artilerie din Sibiu (1952-1955). Facultatea de Economie (specializarea “Organizarea și conducerea economiei”), din cadrul Institutului pentru Pregătirea Cadrelor în Domeniul Conducerii Social-Politice București (1968-1973). Tema lucrării de licență: Reducerea cheltuielolor materiale, factor determinant al creșterii eficienței economice (cond. științific: prof. univ. dr. Ion Stroia. Președintele comisiei de licență: Tudorel Postolache, viitorul academician). 
În 1977 susține un examen și este atestat ca ziarist profesionist. Debutează cu articolul Dincolo de aparențe, într-un cotidian din Bârlad (1950). Periodic, de regulă din doi în doi ani, participă la perfecționări în domeniul presei, organizate la Academia “Ștefan Gheorghiu” din București, pentru personalul din domeniu. 

## Activitatea publicistică
Se numără printre membrii colectivelor fondatoare a publicațiilor Mesagerul transilvan, Gazeta de Cluj-Napoca, Inițiativa particulară, alături de scriitori precum Tudor Dumitru Savu, Grigore Zanc, Constantin Mustață, Petre Prunea, Marin Oprea ș.a.
Redactor la Gazeta de Cluj-Napoca (1990-1997), Scutul patriei (1958-1960), Făclia (1961-1990), Mesagerul transilvan, Editura Sfinx, Urzica, Curierul Primăriei Municipiului Cluj-Napoca, Informația, Tribuna afacerilor, Adevărul de Cluj, Jurnalul Național. În toată această  perioada a scris subiecte din domeniul economic, analiză economică, pamflet, notă critică, foileton, toate aceste genuri jurnalistice primind un strop de umor din partea autorului. Este vicepreședintele ”Ligii Scriitorilor”. Din 1997 până în prezent este redactor-șef la Tribuna afacerilor din Cluj-Napoca. După desființarea revistei Făclia, unde a activat timp de 27 de ani ca redactor șef , a fondat împreună cu profesorul Petre Prunea și scriitorul Dumitru Savu publicația Mesagerul transilvan. Membru al Uniunii Ziariștilor Profesioniști și al Filialei Ardelene a Societății Scriitorilor “Costache Negri”, cu sediul la Galați. Premiul I la Bienala de Umor “Constantin Tănase” (Vaslui, 1987); Premiul revistei Astra la Concursul național “Eterna epigramă” (Cluj-Napoca, 2000).

## Lucrări publicate
- Femeia fantomă, proză umoristică, Editura Estuar, Cluj-Napoca, 1991;
- Micul detectiv, microroman polițist, Editura Bidepa, Cluj-Napoca, 1993;
- Nu-i o afacere să mori, proză umoristică, Editura Mesagerul transilvan, Cuj-Napoca, 1996;
- De pe masa de operații, epigrame, Editura Argonaut, Cluj-Napoca, 1998;
- Relatări din Iad, proză umoristică, Editura Muntele Sion, Cluj-Napoca, 2000;
- Incizii în cotidian, epigrame, Editura Tipolitera, Cluj-Napoca, 2002;
- Colimator, epigrame, Editura Tipolitera, Cluj-Napoca, 2003;
- Dragoste schilodită, roman, Editura Tipolitera, Cluj-Napoca, 2003;
- Patroni, în gardă! Catrene ilustrate de Virgil Tomuleț, Editura Tipolitera, Cluj-Napoca, 2005;
- Zâmbete înlăcrimate, proză umoristică, Editura Tipolitera, Cluj-Napoca, 2004;
- Atuul învingătorului, teatru, Editura Tipolitera, Cluj-Napoca, 2005;
- Test de fidelitate, proză umoristică, Editura Tipolitera, Cluj-Napoca, 2007.
- Fiecare cu Golgota sa, proză umoristică, Editura Napoca Nova, Cluj-Napoca, 2013